# フェデリコ・マッティエッロ
フェデリコ・マッティエッロ（Federico Mattiello, 1995年7月14日 - ）は、イタリア・トスカーナ州ルッカ出身のサッカー選手。ゴー・アヘッド・イーグルス所属。ポジションはミッドフィールダー、ディフェンダー。

## 経歴
ASルッケーゼのユース出身で、14歳の時にユヴェントスFCのプリマヴェーラに加入した。
2014年11月9日、セリエA第11節パルマFC戦でトップチームデビューを飾った。
翌2015年2月にACキエーヴォ・ヴェローナへのレンタル移籍が決定した。3月8日のセリエA第26節ASローマ戦に出場しラジャ・ナインゴランと交錯。脛骨と腓骨を骨折し、復帰まで半年以上かかる程の大怪我を負った。シーズン終了後には買い取りオプションを付帯しキエーヴォとのローン期間を延長。10月18日のリーグ第8節ジェノアCFC戦で7か月振りに復帰しフル出場を果たす。しかし同月22日の練習中に別箇所ではあるものの右足の脛骨を骨折し、再び戦線離脱を余儀なくされた。シーズン終了までに復帰することは叶わず、キエーヴォでは1年半でリーグ戦4試合出場に留まった。
ユヴェントスにレンタルバックして以降はトップチームでのプレー機会を得られず、2017年7月3日にセリエA昇格組のS.P.A.L.へシーズンローンとなった。ここでは左サイドでレギュラーの座を獲得し、翌年1月31日にアタランタBCが保有権を買い取った。
2018年7月20日、ボローニャFCにレンタル移籍した。一定の条件で買取が義務となるオプションが付随するレンタルとなる。
2019年7月10日、カリアリ・カルチョにレンタル移籍した。
2020年9月15日、セリエAに初昇格したスペツィア・カルチョにレンタル移籍した。
2022年1月31日、USアレッサンドリア・カルチョ1912にレンタル移籍した。
2022年9月5日、ゴー・アヘッド・イーグルスに移籍した。

## タイトル
ユヴェントス
- セリエA : 2016-17
- コッパ・イタリア : 2016-17